# 중국학
중국학(中國學, 영어: chinese studies, sinology)은 중국의 사상 · 문화 · 철학 · 문예 · 윤리 · 사회 · 역사 등에 관한 학문 영역의 총칭이다.

## 같이 보기
- 지역학(en:Area studies, 지역 연구)
  - 동아시아학
    - 대만학(Taiwanese studies)
      - 아이누학(Ainu studies)
      - 류큐학(Ryukyuan studies)

    - 몽골학(Mongolian studies)
    - 티베트학(Tibetan studies)
    - 위구르학(Uyghur studies)

  - 동남아시아학
    - 버마학(en:Burma studies, 미얀마학)
    - 베트남학(영어판)
    - 태국학(영어판)

  - 남아시아학(South Asian studies)
    - 인도학
      - 드라비다학(영어판)

  - 중동학(영어판)
    - 이란학
    - 투르크학(터키학)

  - 유럽학(영어판)
    - 독일학
    - 프랑스학
    - 영국학
      - 켈트학(영어판)

    - 이탈리아학
    - 스페인학
    - 스칸디나비아학(영어판)
    - 러시아학(영어판)
    - 슬라브학

  - 아프리카학(영어판)
    - 북아프리카학(North African studies)
      - 이집트학

  - 태평양학(영어판)
    - 호주학(영어판)
    - 뉴질랜드학(영어판)